# Флитвуд, Кейт
Кейт Фли́твуд-Гулд (англ. Kate Fleetwood-Goold, род. 24 сентября 1972, Сайренсестер, Глостершир, Англия) — британская актриса.

## Биография
Кейт Флитвуд родилась 24 сентября 1972 года в Сайренсестере (графство Глостершир, Англия, Великобритания).

## Карьера
Кейт начала карьеру театральной актрисы в 1983 году, а начиная с 1998 года также стала сниматься в кино. Одна из самых известных киноролей — роль Мэри Кэттермоул в фильме «Гарри Поттер и Дары Смерти. Часть 1» (2010). С 2017 года играет Нэнси Бёрч в сериале «Куртизанки». В 2021 году исполнила роль королевы Луны в фэнтезийном телесериале «Судьба: Сага Винкс».

## Личная жизнь
С 2001 года актриса замужем за режиссёром Рупертом Гулдом.  У них также есть двое детей, сын — Рафаэль Гулд (родился в 2005) и дочь — Констанс Гулд (родилась в июле 2010).